# Reinhard Goebel
Pour les articles homonymes, voir Goebel.
Reinhard Goebel, né le 31 juillet 1952 à Siegen (Allemagne de l'Ouest), est un violoniste et chef d'orchestre allemand.

## Biographie
À l'âge de douze ans, sa mère lui donne ses premières leçons de violon. Il étudie auprès de Franzjosef Maier, puis plus tard de Saschko Gawriloff à la « Folkwangschule » à Essen ; il fait ensuite des études chez Eduard Melkus à Vienne et Marie Leonhardt à Amsterdam. À l'université de Cologne, Reinhard Goebel suit des études de musicologie. C'est là qu'il acquiert son extraordinaire connaissance du répertoire.
En 1973, il fonde son ensemble Musica Antiqua Köln, connu pour ses interprétations révolutionnaires de musique baroque sur instruments anciens. Depuis de nombreuses années, « l'école de Cologne » est devenue un lieu incontournable pour les violonistes baroques.
En 1990, Goebel doit subitement abandonner sa carrière de violoniste à cause d'une paralysie de la main gauche due à une dystonie focale. Il réapprend à jouer de son instrument à l'envers, comme son illustre prédécesseur Rudolf Kolisch.
Avec son ensemble Musica Antiqua Köln, il enregistre d'innombrables compositions connues et inconnues. Il a obtenu très tôt un contrat exclusif avec la firme « Archiv Produktion » de la Deutsche Grammophon Gesellschaft. Sous cette marque, il enregistre la littérature orchestrale et pour violon de Johann Sebastian Bach, les Sonates du Rosaire de Heinrich Ignaz Franz Biber, de nombreuses œuvres de Georg Philipp Telemann, Johann David Heinichen, Johann Rosenmüller, Johann Pachelbel, Francesco Maria Veracini, Dietrich Becker et de nombreux compositeurs du « Parnasse français », Leclair, Charpentier, Couperin, Rebel, Marin-Marais.
En 1997, il reçoit le prix d'État de Rhénanie du Nord-Westphalie de la main de son ministre-président Johannes Rau. Il est lauréat du prix Georg Philipp Telemann de Magdebourg en 2002. 
En 2006, Goebel cesse ses activités de violoniste et de directeur artistique de Musica Antiqua Köln, notamment à cause d'un dystonie de la main gauche. Depuis lors, il dirige des orchestres modernes, en les amenant à se familiariser avec le son et l'interprétation de la musique du XVIIIe siècle. 
À l'automne 2010, Reinhard Goebel est nommé professeur d'interprétation historique au Mozarteum de Salzbourg, où il succède pour ce poste à Nikolaus Harnoncourt. Il collabore avec des solistes, des chœurs et des orchestres de renommée mondiale pour les conseiller dans la pratique de l'interprétation historique de la musique ancienne et le choix des œuvres.
Le BBC Music Magazine l'a choisi en 2015 comme l'un des vingt meilleurs violonistes de tous les temps. La ville de Leipzig lui a décerné en 2017 la médaille Bach « pour ses services exceptionnels et ses travaux pour la mise en valeur de l'œuvre de Bach ».

## Discographie sélective

### Instrumental
- Johann Sebastian Bach, L'Art de la Fugue Musica Antiqua Köln (1984 - DGG)
- Johann Sebastian Bach, Concertos brandebourgeois, Musica Antiqua Köln (1987 - DGG)
- Heinrich Ignaz Franz Biber, Sonates du Rosaire (1991, DGG)
- Heinrich Ignaz Franz Biber, Mensa sonora (1992 - DGG)
- Heinrich Ignaz Franz Biber, Harmonia artificiosa (04/2004 - DGG)
- Marc-Antoine Charpentier, Musique sacrée (H. 547, H. 513, H. 514, H. 508, H. 515, H. 524, H. 522, H. 523, H. 545),Cologne, juin 2003 - Archiv produktion. Diapason d’or.
- François Couperin, Les nations, Musica Antiqua Köln (1984 - DGG)
- John Dowland, Lachrimae or Seven Teares (+ Scheidemann, Holborne, Farina, Johann Schop, Scheidt), Musica Antiqua Köln (1998 - Vanguard Classics 99175)
- Johann David Heinichen, Dresden concerti (Concertos Seibel 204, 208, 211, 213-215, 217, 226, 231-235, 240), Musica Antiqua Köln (Cologne, fév-mars 1992 - DGG)
- Johann David Heinichen, Lamentationes Jeremiae (DGG)
- Claudio Monteverdi, Combattimento di Tancredi e Clorinda Lamento d'Arianna (+ Farina, Rossi, Fontana, Marini, Giovanni Battista Buonamente), Nigel Rogers, Patrizia Kwella, David Thomas, Carolyn Watkinson, Musica Antiqua Köln (1985 - DGG)
- Jean-Fery Rebel Les elemens (+ Telemann, Gluck, Ritter) Musica Antiqua Koln (1995 - DGG)
- Telemann, Ouverture, Musique sur l'eau, Concertos, Musica Antiqua Köln (1984 - DGG)
- Telemann, Concertos pour instruments à vent, Musica Antiqua Köln (1987 - DGG)
- Telemann, Tafelmusik - Musique de Table Trios et quatuors de la "Musique de table", Musica Antiqua Köln (1989 - DGG)
- Francesco Maria Veracini, Ouvertures pour la cour de Dresde (1995 - DGG)
- Le Parnasse français, Marin Marais (1978), Jean-Féry Rebel (1995), François Couperin (1984) Jean Marie Leclair (1978) Michel Blavet (1983), Pierre-Gabriel Buffardin (1983)... Musica Antiqua Köln (1978 - DGG)
- Chaconne (Lully, Marini, Corelli, Purcell, Blow, Mayr, Pezel, Muffat), Musica Antiqua Köln (1997 - DGG)

### Vocale
- Lamenti (Monteverdi, Bertali, Legrenzi, Vivaldi, Purcell), Anne Sofie von Otter, Musica Antiqua Köln (1998 - DGG)
- Lamento (Johann Christoph Bach, Francesco Conti, JS Bach, Carl Philipp Emanuel Bach,  Johann Christoph Friedrich Bach) Magdalena Kožená, Musica Antiqua Köln (2005 - DGG)
- De profundis : Cantates du baroque allemand (Heinrich Schütz, Franz Tunder, Nicolaus Bruhns, Matthias Weckmann, Nicolaus Adam Strungk), Michael Schopper (basse),  Maria Zedelius (soprano),  Musica Antiqua Köln (1986 - DGG)
- Les Bach avant Jean-Sébastien (Johann Michael Bach, Georg Christoph Bach, Johann Christoph Bach) Maria Zedelius (soprano), Ulla Groenewold (alto), David Cordier (contre-ténor), Rheinische Kantorei, Hermann Max (chef de chœur), Musica Antiqua Köln (1986 - DGG)
- Marian Cantatas & Arias (Haendel, Giovanni Ferrandini), Anne Sofie von Otter, Musica Antiqua Köln (1994 - DGG)
- Telemann, Ino (Cantate), (+ Carl Wilhelm Remler) Barbara Schlick (soprano), Musica Antiqua Köln (Cologne, septembre 1989 - DGG)
- Jean Gilles, Messe des Morts, Michel Corrette, Carillon des morts, Collegium Vocale de Gent, Musica Antiqua Köln, dir. Philippe Herreweghe. CD Archiv Produktion 1981.
- Louis-Nicolas Clérambault, Orphèe, Médée, Rachel Yakar, Musica Antiqua Köln. CD Archiv Produktion 1980.

### BO
- Bande originale du film Le roi danse de Gérard Corbiau, (Lully, Cordier, Cambert, Lambert), Musica Antiqua Köln (2000 - DGG)